# Clyman (town)
Clyman is een town in Dodge County in de Amerikaanse staat Wisconsin. Volgens het United States Census Bureau heeft het een oppervlakte van omgerekend 91,7 km² en telt het 774 inwoners (2010). 
De uitgestrekte en zeer landelijke Town of Clyman bestaat vooral uit alleenstaande boerderijen en heeft geen enkele bewoningskern. De enige unincorporated community is Clyman Junction, dat eerder een toponiem dan een gehucht is. In het midden van de town ligt wel het dorp met naam Clyman, een kern die zo'n 400 inwoners telt. Het dorp Clyman vormt op bestuurlijk vlak als village weliswaar een aparte entiteit, waardoor het een enclave binnen de gelijknamige town is.

## Demografie
De etnische opbouw was in 2010 als volgt:
- Blanken: 97,7%
- Afro-Amerikanen: 0,1%
- Indianen: 0,3%
- Aziaten: 0,1%
- Pacifische eilanders: 0,0%
- Andere etniciteiten: 1,0%
- Twee of meer etniciteiten: 0,8%

Van de gehele bevolking was ook 2,6% van hispanische afkomst.